# Championnats d'Europe de course sur route 2025
Navigation
Belgrade 2027
Les 1ers Championnats d'Europe de course sur route (en anglais: 1st European Running Championships) se déroulent les 12 et 13 avril 2025, en Belgique à Bruxelles et Louvain.
Pour chaque épreuve (10 km, semi-marathon, marathon), un titre est décerné individuellement et par équipe (meilleurs de trois coureurs),  et cela chez les hommes et chez les femmes.

## Résultats
| Épreuve                  | Or | Or              | Argent | Argent          | Bronze | Bronze          |
| Hommes                   | Hommes | Hommes          | Hommes | Hommes          | Hommes | Hommes          |
| ------------------------ | --- | --------------- | --- | --------------- | --- | --------------- |
| 10 km                    | Yann Schrub | 27 min 37 s     | Étienne Daguinos                                                                                              | 27 min 46 s     | Isaac Kimeli | 27 min 58 s     |
| 10 km par équipe         | France- Yann Schrub - Étienne Daguinos - Fabien Palcau - Simon Bédard - Baptiste Guyon                             | 1:23:28         | Espagne- Jesús Ramos - Juan Antonio Pérez - Ilias Fifa                                                        | 1:24:55         | Belgique- Isaac Kimeli - Clément Deflandre - Arnaud Dely - Sander Vercauteren - Marco Vanderpoorten - Noah Konteh    | 1:25:22         |
| Semi-marathon            | Jimmy Gressier | 59 min 45 s     | Awet Nftalem Kibrab                                                                                           | 1 h 1 min 8 s   | Valentin Gondouin | 1 h 1 min 54 s  |
| Semi-marathon par équipe | France- Jimmy Gressier - Valentin Gondouin - Bastien Augusto - Raphaël Montoya                                     | 3:04:37         | Espagne- Jorge Blanco - Carlos Mayo - Javier Guerra - Jorge González - Nassim Hassaous - Pablo Sánchez        | 3:07:30         | Italie- Yohanes Chiappinelli - Ahmed Ouhda - Xavier Chevrier - Pasquale Selvarolo - Alberto Mondazzi                 | 3:08:42         |
| Marathon                 | Iliass Aouani | 2 h 9 min 5 s   | Gashau Ayale                                                                                                  | 2 h 9 min 8 s   | Maru Teferi | 2 h 9 min 17 s  |
| Marathon par équipe      | Israël- Gashau Ayale - Maru Teferi - Haimro Alame - Bukayawe Malede - Godadaw Belachew - Yitayew Abuhay            | 6:27:52         | Belgique- Dorian Boulvin - Thomas de Bock - Yohan Zaradzki - Simon Mestadgh - Nathan Sevenois - Joris Keppens | 6:38:39         | Turquie- İlham Tanui Özbilen - Kaan Kigen Özbilen - Hüseyin Can                                                      | 6:39:17         |
| Femmes                   | |                 | |                 | |                 |
| 10 km                    | Nadia Battocletti                                                                                                  | 31 min 10 s     | Eva Dieterich                                                                                                 | 31 min 25 s     | Klara Lukan | 31 min 26 s     |
| 10 km par équipe         | Italie- Nadia Battocletti - Sofiia Yaremchuk - Valentina Gemetto - Elisa Palmero - Federica Del Buono - Gaia Colli | 1:34:33         | Allemagne- Eva Dieterich - Elena Burkard - Lisa Merkel                                                        | 1:35:38         | France- Mekdes Woldu - Léonie Périault - Aude Clavier - Célia Tabet - Coraline Maâmouri                              | 1:36:28         |
| Semi-marathon            | Chloé Herbiet | 1 h 10 min 43 s | Juliette Thomas                                                                                               | 1 h 10 min 57 s | Sara Nestola | 1 h 11 min 26 s |
| Semi-marathon par équipe | Belgique- Chloé Herbiet - Juliette Thomas - Victoria Warpy - Amelie Bihain - Jolien Denis - Malejeva Mathijs       | 3:34:59         | Italie- Sara Nestola - Rebecca Lonedo - Nicole Reina                                                          | 3:38:20         | Espagne- Meritxell Soler - María José Pérez - Ikram Rharsalla                                                        | 3:39:06         |
| Marathon                 | Fatima Azzahraa Ouhaddou Nafie                                                                                     | 2 h 27 min 14 s | Majida Maayouf                                                                                                | 2 h 27 min 41 s | Lonah Chemtai Salpeter                                                                                               | 2 h 28 min 1 s  |
| Marathon par équipe      | Espagne- Fatima Azzahraa Ouhaddou Nafie - Majida Maayouf - Esther Navarrete                                        | 7:24:44         | Israël- Lonah Chemtai Salpeter - Maor Tiyouri - Helen Volfson                                                 | 7:40:18         | Belgique- Hanne Verbruggen - Kim Geypen - Amelie Saussez - Valentine Mathy - Hanna Vandenbussche - Karen van Proeyen | 8:01:37         |